# Dominique Tilmans
 (avril 2021).
Si vous disposez d'ouvrages ou d'articles de référence ou si vous connaissez des sites web de qualité traitant du thème abordé ici, merci de compléter l'article en donnant les références utiles à sa vérifiabilité et en les liant à la section « Notes et références ».
Dominique Tilmans, née le 4 août 1951 à Wellin, est une personnalité politique belge.
Elle commence sa carrière politique en tant que député provinciale (1993-2003) pour devenir ensuite député fédéral (2003-2007) et enfin sénatrice (2007-2014). Elle est affiliée au MR.

## Biographie

### Jeunesse
Licenciée en Sciences Politiques et Diplomatiques de l'Université libre de Bruxelles (1971-1975), Dominique Tilmans est engagée l'année suivante comme chargée de projets par Sybetra pour la construction d'une usine de phosphate en Irak (Akashat et Alkaim). 

### Carrière politique

#### Au niveau provincial
Elle est administrateur au conseil de gestion à l’Intercommunale du Val des Seniors à Chanly en 1983. En 1987, elle devient conseiller provincial et se concentre sur des thèmes tels que « la situation à l’exportation de la Province du Luxembourg », « le Journal Jeunes », l’aide médicale urgente, etc[réf. souhaitée]. En 1993, Dominique Tilmans devient la première femme élue député provincial en province du Luxembourg[réf. nécessaire].
En 2000, elle devient présidente de l’Intercommunale IDELUX. De 2004 à 2013, elle est présidente de la Fédération MR Luxembourg.

#### Au niveau national

##### À la Chambre des Représentants
De 2003 à 2007, Dominique Tilmans est élue député fédéral[réf. souhaitée]. Elle siège comme membre effectif à :
- la Commission de l’Économie, de la Politique scientifique, de l’Éducation, des Institutions scientifiques et culturelles nationales, des Classes moyennes et de l'Agriculture ;
- à la Commission chargée des problèmes de Droit commercial et Économique ;
- au Comité d'avis pour les questions scientifiques et technologiques ;
- au Comité d’avis pour l’Émancipation sociale.

Elle est membre suppléant de la Commission Espace du Sénat.

##### Au Sénat
De 2007 à 2014, Dominique Tilmans est sénateur élu direct. Elle porte notamment « la Loi Tilmans » qui règlemente les qualifications requises pour poser des actes de médecine esthétique non chirurgicale et de chirurgie esthétique[réf. nécessaire]. De 2009 à 2010, elle est désignée présidente du groupe MR au Sénat. De 2011 à 2014, elle est membre du Parlement Benelux.
Elle siège dans les Commissions comme :
- Vice- Présidente des Affaires Sociales ;
- Membre effectif de la Commission des Relations extérieures et Défense ;
- Membre effectif du Comité d’avis du Sénat pour l’Égalité des Chances Hommes-Femmes.

De 2007 à 2014, elle est présidente de « La Paix passe par les Femmes ». Ce qui lui vaudra le titre de « Femme de Paix » décerné par le Conseil des Femmes de Belgique[réf. souhaitée]. Elle siège aussi à l’UIP[Quoi ?] dans les sections bilatérales : Portugal, Azerbaïdjan, Géorgie et Arménie.

##### Espace au Sénat
De 2010 à 2014, Dominique Tilmans est la présidente du groupe de travail « Espace » du sénat. En 2013, Dominique Tilmans préside la conférence interparlementaire européenne de l’espace[réf. souhaitée]. Elle quitte la vie politique en juin 2014.
Elle  fonde YouSpace en 2014 dont elle est la présidente[réf. nécessaire]. Il s'agit d'une plate-forme qui vise à promouvoir une meilleure interaction entre les professionnels du secteur spatial et les universités[réf. nécessaire]. 
En 2016, Dominique Tilmans est présidente d'Eurisy une association qui regroupe vingt agences spatiales européennes et autres institutions (agence spatiale européenne, CNES, DLR, ASI, UKSA, BELSPO, NSO (en), etc.). La mission de l'association est de créer des ponts entre le secteur spatial et la société civile en sensibilisant sur le potentiel des applications spatiales.
En 2016, elle est membre de l'Advisory Council de l'Institut européen de Politique Spatiale (en anglais European Space Policy Institute, ESPI) à Vienne.
En 2017, elle fait partie du Board de Vitrociset Belgium. En 2019, elle est vice-présidente de la Fédération Aéronautique Internationale avec les compétences : Endusers Communities, Parliamentarians et Ministerial Relations.